# Alexandr Koževnikov
Alexandr Viktorovič Koževnikov (rusky Александр Викторович Кожевников, * 21. září 1958 v Penze, SSSR) je bývalý ruský hokejový útočník.

## Reprezentace
Reprezentoval Sovětský svaz. V roce 1978 byl vybrán do juniorského národního týmu pro mistrovství světa do 20 let v Kanadě, kde získal zlatou medaili.
V reprezentaci poprvé nastoupil 14. srpna 1981 ve Göteborgu proti domácím Švédům (4:1), utkání se hrálo v rámci turnaje Pohár Rudého práva 1981/82. Byl členem vítězného mužstva na mistrovství světa 1982 ve Finsku. Je dvojnásobným olympijským vítězem – z her v Sarajevu 1984 a v Calgary 1988. Zúčastnil se i Kanadského poháru 1984 (semifinále). Svůj poslední reprezentační start si připsal 20.5.1988 při přátelském utkání v Tokiu proti Japonsku (13:2). Celkem odehrál 70 utkání a nastřílel 28 branek.

### Reprezentační statistiky
| 1978 | SSSR 20 | MS 20 | 7  | 5 | 4 | 9 | 4 |
| 1982 | SSSR    | MS    | 10 | 6 | 1 | 7 | 2 |
| 1984 | SSSR    | OH    | 7  | 4 | 4 | 8 | 2 |
| 1984 | SSSR    | KP    | 5  | 0 | 1 | 1 | 0 |
| 1988 | SSSR    | OH    | 2  | 1 | 1 | 2 | 4 |

## Kariéra
Odchovanec klubu Dizel Penza se jako devatenáctiletý přesunul do HC Spartak Moskva a za tento klub debutoval v nejvyšší sovětské soutěži v sezoně 1977/78. Klub opustil v roce 1986 kvůli sporům s trenérem Borisem Majorovem a přestoupil do Křídla Sovětů Moskva. V roce 1989 bylo umožněno sovětským hokejistům odejít do zahraničí, Koževnikova sice draftoval do NHL v roce 1985 klub Calgary Flames, ale do zámoří nikdy neodešel. Sezonu 1989/90 strávil v AIK Stockholm ve švédské lize a v celku Durham Wasps v britské nejvyšší soutěži. V úvodu následující sezony odehrál čtyři utkání za Křídla Sovětů a pak se přesunul do klubu SC Rapperswil-Jona, kde hrál druhou švýcarskou ligu. V roce 1992 ukončil kariéru. Toto rozhodnutí ovšem později ještě změnil a v letech 1995–1997 hájil barvy Křídel Sovětů v ruské superlize.
Celkem v sovětské a ruské lize odehrál 525 utkání a vstřelil 243 branek.

## Klubové statistiky
| Sezona  | Klub                 | Soutěž | Základní část | Základní část | Základní část | Základní část | Základní část | Play off | Play off | Play off | Play off | Play off |
| Sezona  | Klub                 | Soutěž | Z             | G             | A             | B             | TM            | Z        | G        | A        | B        | TM       |
| ------- | -------------------- | ------ | ------------- | ------------- | ------------- | ------------- | ------------- | -------- | -------- | -------- | -------- | -------- |
| 1977/78 | Spartak Moskva       | SSSR   | 31            | 7             | 8             | 15            | 28            | —        | —        | —        | —        | —        |
| 1978/79 | Spartak Moskva       | SSSR   | 42            | 11            | 16            | 27            | 52            | —        | —        | —        | —        | —        |
| 1979/80 | Spartak Moskva       | SSSR   | 44            | 14            | 14            | 28            | 48            | —        | —        | —        | —        | —        |
| 1980/81 | Spartak Moskva       | SSSR   | 49            | 16            | 16            | 32            | 34            | —        | —        | —        | —        | —        |
| 1981/82 | Spartak Moskva       | SSSR   | 47            | 43            | 28            | 71            | 38            | —        | —        | —        | —        | —        |
| 1982/83 | Spartak Moskva       | SSSR   | 43            | 35            | 22            | 57            | 16            | —        | —        | —        | —        | —        |
| 1983/84 | Spartak Moskva       | SSSR   | 33            | 33            | 14            | 47            | 26            | —        | —        | —        | —        | —        |
| 1984/85 | Spartak Moskva       | SSSR   | 41            | 18            | 10            | 28            | 34            | —        | —        | —        | —        | —        |
| 1985/86 | Spartak Moskva       | SSSR   | 36            | 14            | 13            | 27            | 21            | —        | —        | —        | —        | —        |
| 1986/87 | Křídla Sovětů Moskva | SSSR   | 40            | 8             | 9             | 17            | 22            | —        | —        | —        | —        | —        |
| 1987/88 | Křídla Sovětů Moskva | SSSR   | 47            | 25            | 20            | 45            | 30            | —        | —        | —        | —        | —        |
| 1988/89 | Křídla Sovětů Moskva | SSSR   | 33            | 8             | 4             | 12            | 22            | —        | —        | —        | —        | —        |
| 1989/90 | AIK Stockholm        | SWE    | 16            | 5             | 9             | 14            | 6             | —        | —        | —        | —        | —        |
|         | Durham Wasps         | GBR    | 11            | 25            | 22            | 47            | 20            | 4        | 8        | 1        | 9        | 2        |
| 1990/91 | Křídla Sovětů Moskva | SSSR   | 4             | 0             | 0             | 0             | 2             | —        | —        | —        | —        | —        |
|         | SC Rapperswil-Jona   | SWI2   | 7             | 8             | 3             | 11            | 4             | 7        | 9        | 9        | 18       | 2        |
| 1991/92 | SC Rapperswil-Jona   | SWI2   | 11            | 12            | 9             | 21            | 12            | —        | —        | —        | —        | —        |
| 1992/93 | nehrál               | —      | —             | —             | —             | —             | —             | —        | —        | —        | —        | —        |
| 1993/94 | nehrál               | —      | —             | —             | —             | —             | —             | —        | —        | —        | —        | —        |
| 1994/95 | nehrál               | —      | —             | —             | —             | —             | —             | —        | —        | —        | —        | —        |
| 1995/96 | Křídla Sovětů Moskva | RUS    | 23            | 8             | 12            | 20            | 16            | —        | —        | —        | —        | —        |
| 1996/97 | Křídla Sovětů Moskva | RUS    | 12            | 3             | 6             | 9             | 6             | —        | —        | —        | —        | —        |

## Rodina
Otec pracoval jako řidič a matka jako zdravotní sestra. Dcera Marija je herečka a politička.